# Will Lee (Schauspieler)
Will Lee (* 6. August 1908 in New York City; † 7. Dezember 1982 ebenda) war ein US-amerikanischer Schauspieler.

## Leben und Karriere
In den 1930er Jahren wirkte Lee in zahlreichen Broadway-Stücken mit, unter anderem in Johnny Johnson, Boy Meets Girl, und The Time Of Your Life. In dem Stück Golden Boy spielte er die Hauptrolle. Während des Zweiten Weltkriegs führte Lee in Australien und Manila bei mehreren Theaterstücken, die zur Unterhaltung der amerikanischen Soldaten dienen sollten, Regie. Außerdem arbeitete er als Schauspiellehrer. Nach dem Krieg wirkte Lee weiterhin in Theaterstücken am Broadway mit. Während der McCarthy-Ära wurde Lee verdächtigt, ein Kommunist zu sein und stand fünf Jahre lang auf der "Schwarzen Liste". Später unterrichtete er an mehreren Schulen und Universitäten.
Bereits 1941 hatte er sein Filmdebüt in der Komödie Whistling in the Dark an der Seite von Red Skelton und Conrad Veidt gegeben. In Hollywood blieb Lee in den folgenden Jahrzehnten allerdings stets nur Nebendarsteller. Ab 1969 spielte Lee die Rolle des Ladeninhabers Mr. Hooper in der Sesamstraße (im Original Sesame Street). In Deutschland wurde die Figur als Herr Huber bekannt. Nebenbei wirkte Lee weiterhin in Filmen und auch in Werbespots mit.
1982 starb Will Lee im Alter von 74 Jahren an einem Herzinfarkt. Die Produzenten der Sesamstraße entschieden sich daraufhin, die Figur des Mr. Hooper ebenfalls sterben zu lassen. Somit wurde in der Sesamstraße erstmals das Thema Tod behandelt. Die Folge, in der sich die Bewohner der Sesamstraße mit Mr. Hoopers Tod auseinandersetzen, wurde später unter dem Titel Farewell, Mr. Hooper bekannt und von den Daytime Emmys als einer der "10 most influential moments in daytime television"  geehrt.

## Filmografie (Auswahl)
- 1941: Whistling in the Dark
- 1941: Die merkwürdige Zähmung der Gangsterbraut Sugarpuss (Ball of Fire)
- 1941: Babes on Broadway
- 1942: Saboteure (Saboteur)
- 1947: Zelle R 17 (Brute Force)
- 1948: Sie leben bei Nacht (They Live by Night)
- 1948: Die tollkühne Rettung der Gangsterbraut Honey Swanson (A Song Is Born)
- 1948: Casbah – Verbotene Gassen (Casbah)
- 1948: Die Macht des Bösen (Force of Evil)
- 1950: Gesetzlos (Backfire)
- 1950: Ohne Skrupel (Shakedown)
- 1953: Der kleine Ausreißer (Little Fugitive)
- 1956: Jung und Leidenschaftlich – Wie das Leben so spielt (As the World Turns; Seifenoper)
- 1963: An Affair of the Skin
- 1969–1982: Sesamstraße (Sesame Street; Fernsehserie)
- 1980: Das Mädchenorchester von Auschwitz (Playing for Time; Fernsehfilm)
- 1983: Daniel